# Вулиця Степана Рудницького (Дніпро)
Вулиця Степана Рудницького — набережна вулиця на житловому мікрорайоні Ломівський (колишній Фрунзенський-1) Амур-Нижньодніпровського району міста Дніпра.

## Опис
Вулиця починається від Донецького шосе і тягнеться на 1200 метрів вздовж каналу.
Забудована 9-ти і 14-типоверховими будинками в роки радянської «перебудови».
Вздовж каналу облаштована набережна, яка є головним місцем відпочинку жителів Ломівського масиву.
До вересня 2023 року носила назву - Шолохова.
Сучасна назва на честь Степана Рудницького, українського географа, картографа та етнографа, академіка ВУАН.

## Будівлі
- № 7 — філія № 10 Дніпровської міської бібліотеки[1][2] для дорослих;
- № 17 — спеціалізована середня школа № 134 гуманістичного навчання та виховання;
- № 23 — дитяча музична школа;
- № 41 — дитячий садочок.

## Перехресні вулиці
- Донецьке шосе,
- Берегова вулиця.